# Born a Champion
Born a Champion (bra:Nascido para Vencer) é um filme de 2021 de artes marciais dirigido por Alex Ranarivelo. Apresenta o lutador de artes marciais mistas Edson Barboza, com aparições de Renzo Gracie e Mickey Gall.

## Sinopse
O filme segue um ex-fuzileiro naval e lutador de jiu-jitsu que se prepara contra um adversário que trapaceou no último embate.

## Elenco
- Sean Patrick Flanery - Mickey Kelley
- Katrina Bowden - Layla
- Dennis Quaid - Mason
- Maurice Compte - Rosco
- Currie Graham - Burchman
- Costas Mandylor - Dimitris
- Reno Wilson - Terry Pittman
- Ali Afshar - The Sheik
- Edson Barboza - Marco Blaine

## Lançamento
O filme teve um lançamento limitado em cinemas selecionados nos Estados Unidos em 22 de janeiro de 2021 e tornou-se disponível em vídeo sob demanda no mesmo dia. Foi lançado em Blu-ray e DVD em 26 de janeiro de 2021.
No Brasil, foi lançado pela California Filmes em junho de 2021.

## Recepção
Glenn Kenny, escrevendo para o RogerEbert.com, pontuou o filme com 2 de 4 estrelas dizendo que os produtores "estabelecem as bases para todas as curvas do enredo muito bem, mas é claro que o destino é previsível." Já Brian Costello, do Common Sense Media, avaliou o filme com 3 de 5 estrelas.